# Benjamin Sigouin
Benjamin Sigouin (* 3. Juni 1999 in Vancouver, British Columbia) ist ein kanadischer Tennisspieler.

## Karriere
Sigouin spielte bis 2017 auf der ITF Junior Tour. In der Jugend-Rangliste erreichte er mit Rang 4 seine höchste Notierung. Sein bestes Ergebnis bei Grand-Slam-Turnieren war im Einzel der Einzug ins Viertelfinale der French Open 2016. Im Doppel war er deutlich erfolgreicher: In Wimbledon erreichte er das Halbfinale, bei den darauffolgenden US Open 2016 unterlag er mit seinem Landsmann Félix Auger-Aliassime erst im Finale.
Bei den Profis spielte Sigouin 2014 sein erstes Turnier, 2016 sammelte er die ersten Punkte für die Tennisweltrangliste. Von 2018 bis 2022 studierte er an der University of North Carolina at Chapel Hill im Fach Sportwissenschaften. In seiner Zeit dort spielte er erfolgreich im College-Tennis-Team der Hochschule. Während dieser Zeit nahm er weiter gelegentlich an Turnieren teil. Im Einzel erreichte er mit einem Platz in den Top 600 im Jahr 2019 sein Karrierehoch. Er kam lediglich viermal ins Halbfinale eines Futures-Turniers. Im Doppel gewann Sigouin 2018 seinen ersten Titel, in diesem Jahr stand er auch erstmals in den Top 600 des Doppels. Drei weitere Turniersiege im Doppel verbuchte er erst nach seinem Abschluss in den Jahren 2022 und 2023. In Lexington zog er 2023 auch erstmals in das Halbfinale eines Challengers ein. Im Juli stieg er auf Platz 251, sein Karrierehoch.

## Erfolge
| Legende (Anzahl der Siege) |
| Grand Slam                 |
| ATP Finals                 |
| ATP Tour Masters 1000      |
| ATP Tour 500               |
| ATP Tour 250               |
| ATP Challenger Tour (2)    |

### Doppel

#### Turniersiege
| Nr. | Datum             | Turnier         | Belag     | Partner    | Finalgegner                                   | Ergebnis         |
| --- | ----------------- | --------------- | --------- | ---------- | --------------------------------------------- | ---------------- |
| 1.  | 1. Juni 2024      | Little Rock     | Hartplatz | Liam Draxl | Rithvik Choudary Bollipalli Hans Hach Verdugo | 6:4, 3:6, [10:7] |
| 2.  | 23. November 2024 | Puerto Vallarta | Hartplatz | Liam Draxl | Karl Poling Ryan Seggerman                    | 7:65, 6:2        |